# Conejos
Conejos település az Amerikai Egyesült Államok Colorado államában, Conejos megyében, melynek megyeszékhelye is. Lakosainak száma 46 fő (2020. április 1.).

## Népesség
A település népességének változása:

| 2010 | 58 |
| 2020 | 46 |